# Neobisium pangaeum
Espèce
Neobisium pangaeum est une espèce de pseudoscorpions de la famille des Neobisiidae.

## Distribution
Cette espèce est endémique de Macédoine-Orientale-et-Thrace en Grèce. Elle se rencontre à Pangéo sur le massif Pangée dans la grotte Spilaio Voskovrysi.

## Étymologie
Son nom d'espèce lui a été donné en référence au lieu de sa découverte, le massif Pangée.

## Publication originale
- Gardini, 1985 : Su alcuni pseudoscorpioni cavernicoli di Grecia (Pseudoscorpionida, Neobisiidae). Bollettino del Museo Regionale di Scienze Naturali, Torino, vol. 3, no 1, p. 53-64.